# 芝園町 (川口市)
芝園町（しばぞのちょう）は、埼玉県川口市の町名。現行行政地名は芝園町のみ。丁番を持たない単独町名である。住居表示実施地区。郵便番号は333-0853。

## 地理
埼玉県川口市の西端に位置し、戸田用水が流れる。町の中には大規模団地の芝園団地（川口芝園団地）がある。町の大半が団地や、その他の集合住宅が占めており、一戸建ての民家は極めて少ない。住民の生活圏ではJR東日本蕨駅の周辺地域である蕨市中央や同北町などと深い結びつきがあり、蕨駅とは北町新通りで結ばれている。人口は3,818人（2006年）で減少傾向にあり、2008年（平成20年）には児童数の減少により川口市立芝園小学校が閉校し、更に同様の理由で2013年（平成25年）に川口市立芝園中学校も閉校した。芝園小学校は川口市内で初めて閉校となった学校である。

## 芝園団地における多文化共生の取り組み
当時34歳の男性（記事原文では実名）が2014年に移り住み、自治会に加わった。防災が共通の関心事だとつかみ、防災教室を開いた。行事に誘って顔見知りを増やしながら、マナーも呼び掛けた。それ以前はゴミの分別や会話の声の大きさなど自治会へ苦情が寄せられたり、「中国団地」といったネット上の悪口が飛び交っていたが、これらの活動により苦情は減り、ネット上の中傷も止んだ。芝園団地の自治会は2015年度に、初めて中国人の役員が誕生した。高齢化と国際化を応援したいと、大学生のグループ「芝園かけはしプロジェクト」もできた。市の協力を得て、中国語による情報のネット配信も始まった。
2016年2月からは「多文化交流クラブ」を開始すると、少しずつ顔見知りが増えてお願いを出来るようにもなった。2017 年度には、「多文化交流クラブ」で自治会関係者と知り合った外国人居住者が自治会役員に就任。2021年度は役員9 人の内、外国出身者は4人になり、「多文化交流クラブ」で知り合った外国出身者はその内の3人である。

## 歴史
- 1934年（昭和9年） - 日本車輌製造東京支店蕨工場が開設[10]。
- 1945年（昭和20年） - 工場は戦災で一部焼失したが、半年ほどで復旧を遂げた。
- 1972年（昭和47年） - 不景気のため日本車輌製造の業績停滞が続き、1971年に鉄道車両製作を休止した蕨製作所（同年に蕨工場から改称）を3月に閉鎖。統合先となった豊川製作所（愛知県豊川市）は、1996年4月まで「豊川蕨製作所」に改称されていた。蕨製作所の跡地は日本住宅公団に売却され、芝園団地の構想が立てられて団地の建設が着工された。初めは30階建ての超高層住宅を建設する構想があったとされる。結果的には10-15階建ての建造物が立ち並ぶ団地となった。当時としては非常に規模の大きい団地であったため、「マンモス団地」と称された。なお、入居開始は1978年（昭和53年）より行なわれた[11]。
- 1978年（昭和53年）2月1日 - 住居表示の実施に伴ない、大字芝から芝園町が成立[11]。
- 1978年 - 芝園小学校[5]、芝園中学校が開校[6]
- 2008年 - 芝園小学校が閉校[5]
- 2013年 - 芝園中学校が閉校[6]
- 2019年10月14日、「新幹線電車発祥の地記念碑除幕式」を開催[12]

## 世帯数と人口
2018年（平成30年）3月1日現在の世帯数と人口は以下の通りである。
| 町丁   | 世帯数    | 人口    |
| ------ | --------- | ------- |
| 芝園町 | 2,809世帯 | 4,862人 |

### 外国人人口
2020年1月1日現在、芝園町には、2,976世帯、5,058人が居住している。そのうち、外国人人口は、2,881人（1,586世帯）である（『統計かわぐちの人口』川口市）。すなわち、芝園町の総人口の57.0%は外国人であり、そのほとんどは芝園団地に居住する華人（中国人）である。
川口芝園団地に居住している華人の多くは、1980年代後半から1990年代にかけて留学生・就学生として来日したニューカマーズ（新華僑）である。大学や大学院を修了し、専門的な知識や技術の習得を経て長年に渡って滞在している者が多いとされる。2003年の調査によれば、芝園団地の華人ニューカマーズの在留資格は、「技術者」、「永住者」、「配偶者」の順に多かった。大学卒以上の学歴を有する者が90%を占め、多くが技術的職業に従事している。
2015年には、中国人世帯数が日本人世帯数を上回った。

## 小・中学校の学区
市立小・中学校に通う場合、学区（校区）は以下の通りとなる。
| 番地 | 小学校               | 中学校             |
| ---- | -------------------- | ------------------ |
| 全域 | 川口市立芝富士小学校 | 川口市立芝西中学校 |

## 施設

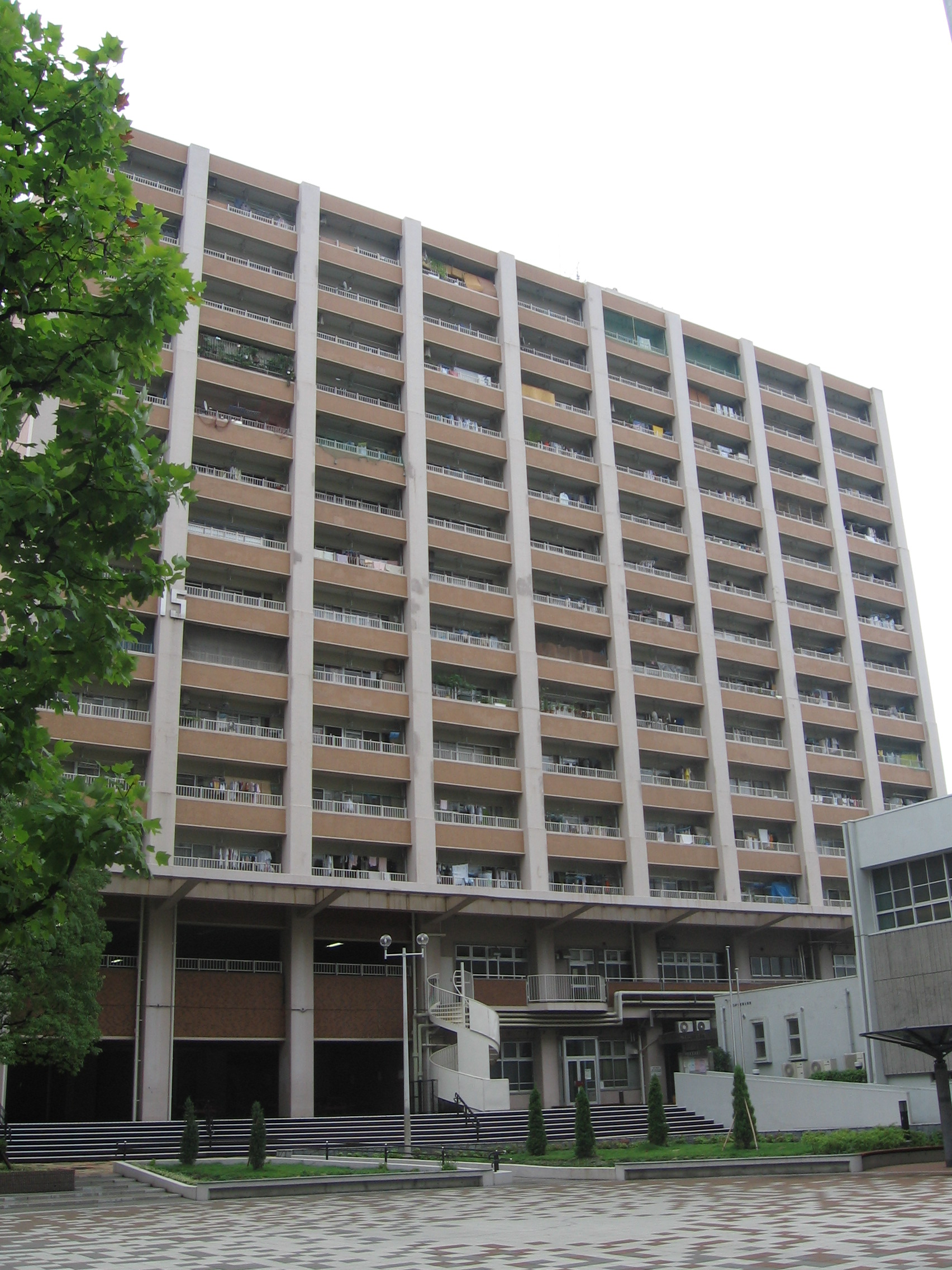
芝園公民館

- 川口芝園団地
- 芝園公民館
- 川口市立芝園保育所
- 芝園幼稚園
- 川口市教育研究所
- 中央図書館分室
- 川口市消防局北消防署芝園分署

## 交通

### 鉄道
地内に鉄道は敷設されていない。最寄り駅はJR東日本京浜東北線蕨駅である。

### 道路等
- 埼玉県道111号蕨鳩ヶ谷線（市役所通り）
  - 蕨陸橋
- 芝陸橋いちょう通り
  - 芝陸橋